# Botschaft der Russischen Föderation in Washington

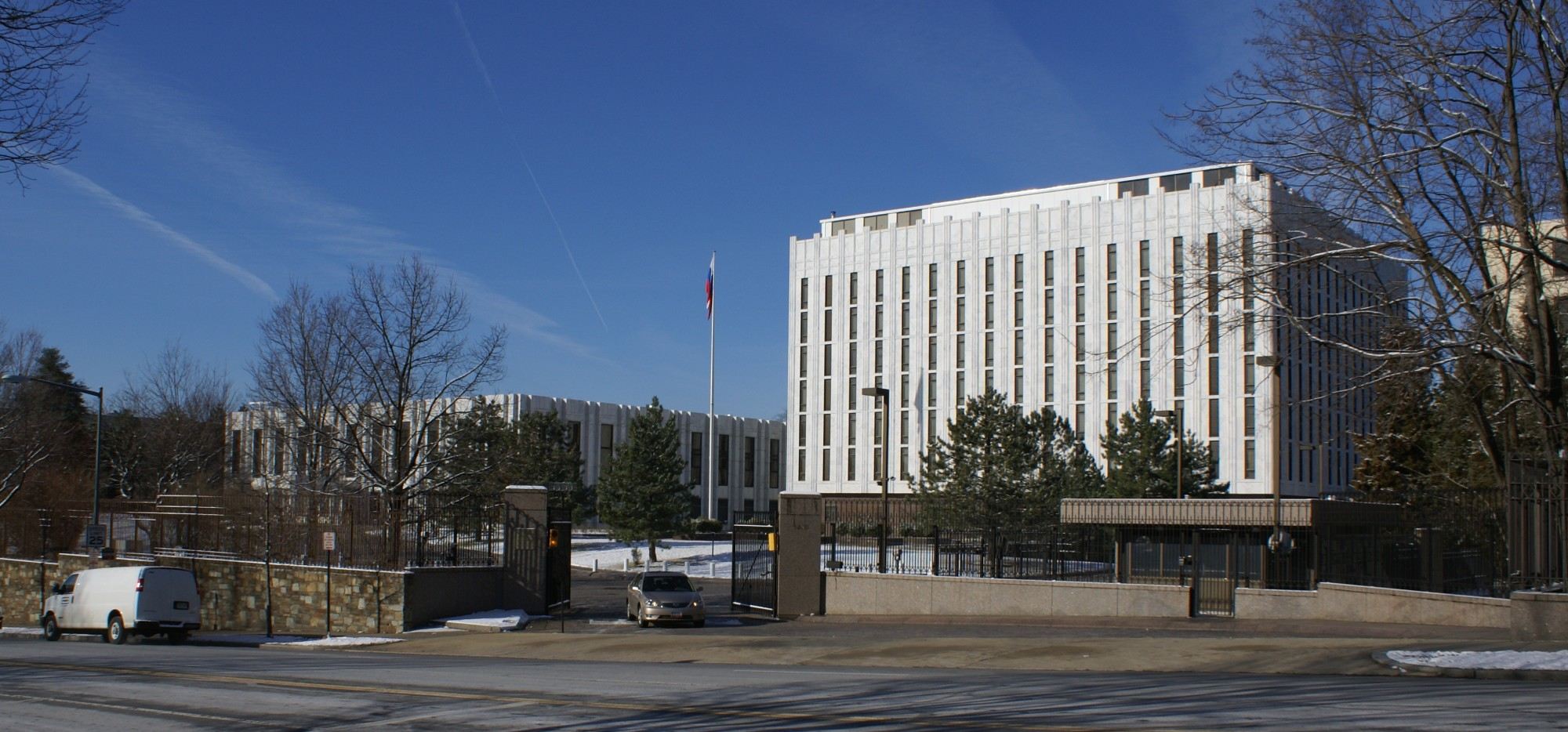
Botschaft der Russischen Föderation in Washington

Die Russische Botschaft in Washington, D.C. ist der Hauptsitz der diplomatischen Vertretung der Russischen Föderation in den Vereinigten Staaten von Amerika. Sie befindet sich am Boris Nemzow Plaza auf Mount Altoin der Wisconsin Avenue Northwest Washington, D.C.

## Gebäude
Das alte Gebäude der russischen Botschaft in der 1125th 16th Street, N.W. wurde 1912 für den Unternehmer und Erfinder George Pullman errichtet. Es war zur damaligen Zeit eines der teuersten dreistöckigen Gebäude in Washington; sein Bau kostete 360.000 US-Dollar. Pullman bewohnte das Gebäude allerdings nie selbst. Bereits ein Jahr nach der Fertigstellung kaufte der russische Thronfolger Nikolaus II. das Gebäude für 350.000 US-Dollar.
Nach einem Vertrag von 1972 überließen die Vereinigten Staaten der Sowjetunion das Grundstück für die Botschaft für 85 Jahre; das gleiche Prozedere wurde umgekehrt bei dem Grundstück für die US-Botschaft in Moskau angewandt.
1994 zog die diplomatische Vertretung Russlands offiziell in die 2650 Wisconsin Avenue, N.W.
Nahe der alten Botschaft steht die St. Nicholas Kathedrale in der 3500 Massachusetts Avenue, N.W. der Orthodoxen Kirche in Amerika.

## Geschichte
Die National Security Agency startete unter dem Codenamen „Monopoly“ in den 1980er Jahren eine Spionageaktion, um Informationen aus der sowjetischen Botschaft zu gewinnen. Das Projekt fiel in einen Zeitabschnitt, in dem die Kontrahenten USA und UdSSR im Streit über gegenseitige Abhörangriffe auf ihre Botschaften in Moskau und Washington gestanden hatten. Der Streit war eskaliert, nachdem US-Botschaftsmitarbeiter entdeckt hatten, dass der Neubau der amerikanischen Botschaft in Moskau vom russischen KGB fast vollständig mit Abhörvorrichtungen ausgestattet war. Der KGB hatte zusätzlich einen Tunnel zur „Wartung“ der Einrichtungen bis in den Keller der Botschaft gegraben.
In Washington wurde von einem Gebäude in der Nähe der Botschaft ein Tunnel bis zu einem Nebengebäude der Botschaft gegraben, um Abhöreinrichtungen und Sensoren zu installieren. Die Aktion wurde durch Robert Hanssen an den GRU verraten.
2001 berichtete die New York Times über den Fall. Einen Tag nach Veröffentlichung des Artikels wurde laut Interfax der Geschäftsträger der US-Botschaft in Moskau in das russische Außenministerium gerufen, um Auskunft über diesen Vorgang zu geben.
2015 verlieh die Russische Botschaft in Washington am Jahrestag des Sieges der Alliierten im 2. Weltkrieg 5000 Orden an noch lebende Sowjetbürger in den USA. Am Elbe Day, am 24. April 2011 wurden nach einer Zeremonie auf dem Nationalfriedhof Arlington Orden an Sowjetbürger verliehen, die Soldaten, Arbeiter der Heimatfront, Überlebende der Belagerung von Leningrad oder Überlebende von Konzentrationslagern gewesen waren.